# Dave Hathcock
Dave Hathcock é um ex-jogador profissional de futebol americano estadunidense.

## Carreira
Dave Hathcock foi campeão do Super Bowl I jogando pelo Green Bay Packers.